# Túlio de Melo
Túlio Vinícius Fróes de Melo  (* 31. Januar 1985 in Montes Claros, Minas Gerais) ist ein brasilianischer ehemaliger Fußballspieler auf der Stürmerposition.

## Karriere
Er begann seine Karriere bei Atlético Mineiro, bevor er 2004 nach Europa zog und auf Leihbasis bei Aalborg BK spielte. Mit Lille gewann er 2011 den französischen Pokal und wurde französischer Meister.

## Erfolge
- Lille
  - Französischer Meister: 2010/11
  - Französischer Pokalsieger: 2010/11